# Cypriotische euromunten

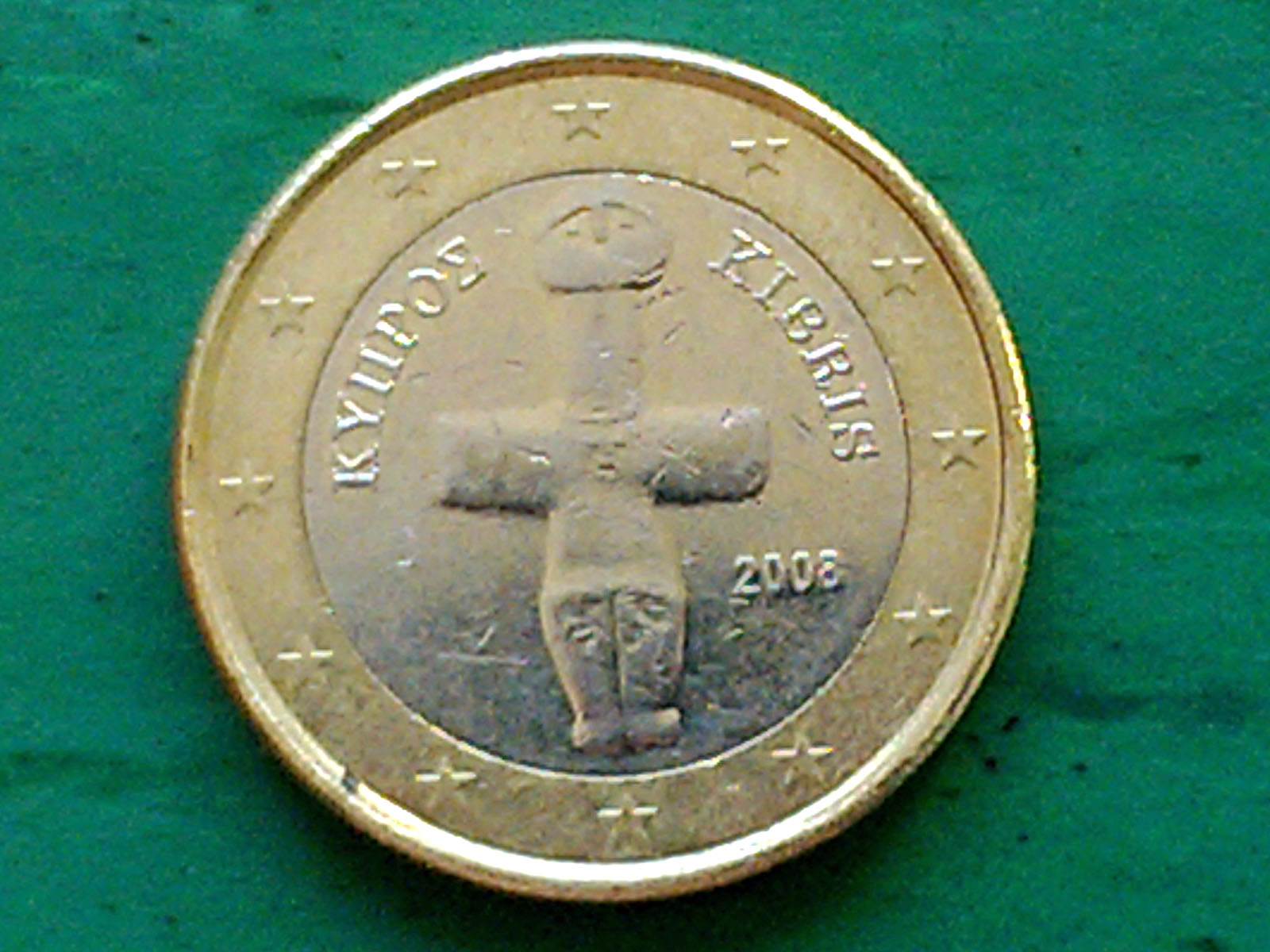

Cyprus is sinds 1 mei 2004 lid van de Europese Unie. Op 2 mei 2005 is het Cypriotische pond opgenomen in het Europese "Exchange Rate Mechanism" (ERM II) en uiteindelijk heeft Cyprus op 1 januari 2008, gelijktijdig met Malta, de euro ingevoerd.
Het woord Cyprus wordt in twee talen op de nationale zijde weergegeven, namelijk in het Grieks: ΚΥΠΡΟΣ en in het Turks: KIBRIS
Daar Cyprus geen eigen munthuis heeft worden de Cypriotische euromunten in het buitenland, momenteel Finland (Suomen Rahapaja), geslagen. Dit is echter niet aan het muntmeesterteken op de munten te zien, zoals wel het geval is op de Sloveense euromunten en de Maltese euromunten.
| 0,01 €                        | 0,02 € | 0,05 €             |
| ----------------------------- | ------ | ------------------ |
|                               |        |                    |
| Cypriotische moeflon (natuur) |        |                    |
| 0,10 €                        | 0,20 € | 0,50 €             |
|                               |        |                    |
| Schip van Kyrenia (zee)       |        |                    |
| 1,00 €                        | 2,00 € | Rand van €2 munten |
|                               |        | 2 ΕΥΡΩ 2 EURO      |
| Idool van Pomos (cultuur)     |        |                    |

## Herdenkingsmunten van € 2
- Herdenkingsmunt van 2009: Gemeenschappelijke uitgifte naar aanleiding van de 10de verjaardag van de Europese Economische en Monetaire Unie
- Herdenkingsmunt van 2012: Gemeenschappelijke uitgifte naar aanleiding van de 10de verjaardag van de invoering van de Euro
- Herdenkingsmunt van 2015: Gemeenschappelijke uitgifte naar aanleiding van het 30-jarig bestaan van de Europese vlag
- Herdenkingsmunt van 2017: Paphos, culturele hoofdstad van Europa
- Herdenkingsmunt van 2020: 30ste verjaardag van de oprichting van het Instituut voor Neurologie en Genetica (CING)
- Herdenkingsmunt van 2022: Gemeenschappelijke uitgifte naar aanleiding van het 35-jarig bestaan van het ERASMUS-programma
- Herdenkingsmunt van 2023: 60ste verjaardag van de oprichting van de Centrale Bank van Cyprus
- Herdenkingsmunt van 2024: 20ste verjaardag van de toetreding tot de EU